# O Labirinto da Saudade – Psicanálise Mítica do Destino Português
O Labirinto da Saudade – Psicanálise Mítica do Destino Português é uma obra de filosofia escrita por Eduardo Lourenço, publicado pela primeira vez pela editora Publicações Dom Quixote, em 1978.
É considerada a obra mais conhecida do filósofo português, contanto já com nove edições.
No livro, Lourenço faz uma análise psicanalítica da sociedade portuguesa pós-25 de abril e pós-descolonização, através da desconstrução das auto-representações nacionais.